# Зоммер, Франц
Франц Зоммер (нем. Franz Sommer; 30 ноября 1897, Дюссельдорф, Германская империя — 3 марта 1980, Дюссельдорф, ФРГ) — оберштурмбаннфюрер СС, командир айнзацкоманды 2, входившей в айнзацгруппу 6 в Польше, начальник гестапо в Дюссельдорфе.

## Биография
Франц Зоммер родился 30 ноября 1897 года. В 1914 году в качестве добровольца принял участие в Первой мировой войне. После войны в 1919 года в Дюссельдорфе в качестве кандидата поступил на полицейскую службу. В 1926 году был повышен до комиссара уголовной полиции. В 1931 году возглавил политическую полицию в Оберхаузене.
После прихода нацистов к власти 15 апреля 1933 года возглавил политическую полицию в Дюссельдорфе. 1 мая 1933 года вступил в НСДАП (билет № 2266842). С 1 апреля 1934 года служил в дюссельдорфском гестапо, где в начале октября 1934 года был повышен до советника уголовной полиции, а с октября 1934 по июль 1939 года был начальником отделения гестапо в Дюссельдорфе. 4 марта 1936 года был зачислен в ряды СС (№ 272578).
После начала Второй мировой войны Зоммер стал командиром айнзацкоманды 2 в составе айнзацгруппы VI, осуществлявшей массовые убийства евреев и польской интеллигенции.
С ноября 1940 года являлся начальником уголовной полиции Кёльна. Из-за болезни лёгких был отправлен в отпуск в город Давос в Швейцарии. Там он выправил себе фальшивые документы и через несколько лет переехал в Западную Германию. До своей смерти в 1980 году жил инкогнито в Дюссельдорфе.